# Pîlîpeț, Boureni
Pîlîpeț (în ucraineană Пилипець) este localitatea de reședință a comunei Pîlîpeț din raionul Boureni, regiunea Transcarpatia, Ucraina.

## Demografie
Componența lingvistică a localității Pîlîpeț
     Ucraineană (99,64%)
     Alte limbi (0,36%)
Conform recensământului din 2001, majoritatea populației localității Pîlîpeț era vorbitoare de ucraineană (99,64%), existând în minoritate și vorbitori de alte limbi.